# 現実主義
現実主義（げんじつしゅぎ、英: realism）とは、国際関係論における思想の学派であり、世界政治を中央集権的権威が欠如した無政府的グローバルシステム内で権力と地位を求めて競争する自己利益を追求する国家間の永続的な競争として捉える理論的枠組みである。リアリズムともいう。これは国家を合理的な主要アクターとして中心に据え、パワー・ポリティクス、国益、国家安全保障と自己保存の追求によって形作られるシステムを航行するものとして捉える
現実主義は、世界的影響力を高めながら勢力均衡を維持するために軍隊とアライアンスを戦略的に活用することを含む。戦争は世界政治の無政府的状況に内在する不可避的なものとみなされる。現実主義はまた、安全保障のジレンマの複雑な力学を強調し、安全保障上の理由で取られた行動が意図せずして国家間の緊張につながる可能性がある
理想主義やリベラリズム（国際関係論）とは異なり、現実主義は世界政治の競争的で対立的な性質を強調する。協力を提唱するリベラリズムとは対照的に、現実主義は国際舞台のダイナミクスが国家の積極的な国益の推進と安全保障の優先にあると主張する。理想主義が協力と倫理的考慮に傾くのに対し、現実主義は国家が固有の正義が欠如した領域で活動しており、倫理的規範が適用されない可能性があると論じる
初期の著名な現実主義提唱者には、トゥキュディデス（紀元前5世紀）、ニッコロ・マキャヴェッリ（16世紀）、トマス・ホッブズ（17世紀）、ジャン＝ジャック・ルソー（18世紀）が含まれる。現実主義者学派の思想に貢献した別の人物であるカール・フォン・クラウゼヴィッツ（19世紀初頭）は、戦争を国家運営の行為とみなし、ハードパワーを強調した。カール・フォン・クラウゼヴィッツは武力紛争が本質的に一方的であると考え、通常二者間では和平のない一方の勝者のみが現れると考えた
現実主義は1930年代の世界恐慌の間に再び人気を博した。その時、アメリカ合衆国大統領ウッドロウ・ウィルソンのようなリベラル・インターナショナリズム者に関連する進歩的で改革主義的な楽観主義に対して論争を行った。ラインホルド・ニーバーやハンス・モーゲンソーなどの理論家に例示される20世紀の古典的現実主義は、冷戦後半に発展した国際関係研究への科学的にオリエンテーションされたアプローチである新現実主義へと進化した。21世紀において、現実主義は世界の大国間の緊張の高まりによって再興を経験している。今日の政治的現実主義の最も影響力のある提唱者にはジョン・ミアシャイマーとスティーヴン・ウォルトが含まれる

## 概要
現実主義者は国家間の紛争の本質的原因に関する見解に基づいて3つのクラスに分けられる：
- 古典的リアリスト（英語版）は紛争が人間の本性に起因すると信じている。
- 新現実主義は紛争を無政府的国家システム（英語版）のダイナミクスに起因させる。
- 新古典的現実主義は紛争が両方の組み合わせに、国内政治との関連で起因すると信じている。新古典的現実主義者はさらにディフェンシブ現実主義と攻撃的現実主義に分かれる[5]

現実主義には一連の考え方があり、それらは以下のような中心的命題を中心に展開する：
1. 国家中心主義: 国家は国際政治における中心的アクターである[10](p209)、指導者や国際機関よりも重要である；
2. 無政府状態: 国際政治システムは無政府的（英語版）であり、ルールを強制する超国家的権威が存在しない；
3. 合理性および/または利己主義: 国家は国際システム内で合理的自己利益（英語版）に基づいて行動する；および
4. 権力: 国家は自己保存を確保するために権力を望む[6][11][7]

政治学者はしばしば現実主義をレアルポリティークと関連付ける。両者とも権力の追求、所有、適用を扱うからである。しかし、レアルポリティークは政策立案に限定された古い規範的ガイドラインであるのに対し、現実主義は国際関係における出来事を記述、説明、予測することを目的とするより広い理論的・方法論的パラダイムである。学術的追求として、現実主義は必ずしもイデオロギーに縛られていない；特定の倫理学的哲学を支持するわけではなく、イデオロギーを国家の行動における主要要因とも考えない。
しかし、現実主義者は一般的にリベラルな外交政策に批判的である。ギャレット・ワード・シェルドンは現実主義者の優先事項をニッコロ・マキャヴェッリ的と特徴づけ、権力の追求を優先していると見ている、しかし現実主義者はまた強力な国家が他の強力な国家に勢力圏を譲歩するという考えも提唱してきた

## 共通の前提
現実主義の4つの命題は以下の通りである
1. 国家中心主義: 国家が最も重要なアクターである。
2. 無政府状態: 国際システムは無政府的である。
  - 国家の上に存在し、その相互作用を規制できるアクターは存在せず、国家はより高い統制実体によって指示されるのではなく、自ら他の国家との関係を確立しなければならない。
  - 国際システムは常に敵対的な状態（無政府状態（英語版））にある。
3. 利己主義: システム内のすべての国家は狭い自己利益を追求する。
  - 国家は自己利益を追求する傾向がある。
  - 集団はできるだけ多くの資源を獲得しようとする（相対的利得（英語版））。
4. パワーポリティクス: すべての国家の主要関心事は権力と安全保障である。
  - 国家は生存するために軍事力を構築し、これが安全保障のジレンマにつながる可能性がある。

現実主義者は人類が本来善良ではなく、むしろ自己中心的で競争的であると信じている。トマス・ホッブズなどの理論家が共有するこの見方は、人間が共存できる条件が存在しない限り、人間の本性を利己的（必ずしも利己的ではない）で対立的なものとして捉えている。また、個人の直観的な性質が無政府状態から構成されているという概念も否定している。自己利益に関しては、これらの個人は自立的であり、より多くの権力を求めるよう動機づけられている。彼らはまた恐れを抱きやすいと考えられている。この見方は国際関係へのリベラリズム（国際関係論）のアプローチとは対照的である。
国家は無政府的世界での安全を確保するために権力を蓄積する関心を強調する。権力は主に、他国に危害を加えたり強制したりする（戦争を戦い勝つための）必要な物質的資源の観点から考えられる概念である。権力の使用は、国益において何かを達成したり、国益に反する何かを避けたりするために強制的戦術を強調する。現実主義の下では国家が最も重要なアクターである。それは一つの声で話し行動するため、統一的で自律的である。国家の権力はその軍事能力の観点から理解される。現実主義における重要な概念は、システム極性と呼ばれる国際的な権力分布である。極性とは、国際システムにおいて権力を行使する国家ブロックの数を指す。多極システムは3つ以上のブロックで構成され、二極システムは2つのブロックで構成され、単極システムは単一の権力または覇権国に支配される。単極性の下で現実主義は、国家が団結して覇権国に対抗し、勢力均衡を回復すると予測する。現実主義の下ですべての国家は自身の安全を確保する唯一の方法として覇権を求めるが、システム内の他の国家は均衡を通じて覇権国の出現を阻止するインセンティブを持つ。
国家は完全かつ正確な情報を取得し、それに基づいて行動する合理的意思決定モデルを採用する。国家は主権を持ち、権力の観点から定義された国益によって導かれる。国際システムの唯一の制約が無政府状態であるため、国際的権威は存在せず、国家は自らの安全を確保するために自分自身に頼らざるを得ない。現実主義者は主権国家体制が国際システムにおける主要アクターであると信じている。国際機関、非政府組織、多国籍企業、個人およびその他の準国家または越境アクターは、独立した影響力を持つとは見なされていない。国家は本質的に攻撃的で（攻撃的現実主義）、安全保障に執着している（ディフェンシブ現実主義）。領土拡大は対立する勢力によってのみ制約される。しかし、この攻撃的な構築は安全保障のジレンマにつながり、対立する勢力が自らの軍備を増強する（軍備拡張競争）ことで、自らの安全を高めることがより大きな不安定さをもたらす可能性がある。したがって、安全保障は相対的利得のみが得られるゼロ和ゲームとなる。さらに、現実主義学派の「相対的利益」の概念は、国家が利益を得るために互いに戦わなければならないことを意味する
現実主義者はすべての国家がその行動を導くことができる普遍的原則は存在しないと信じている。代わりに、国家は常に周囲の国家の行動を意識し、問題が発生したときに解決するための実用的アプローチを使用しなければならない。意図に関する確実性の欠如は、国家間の不信感と競争を引き起こす
国家が中心的アクターであるという前提に代わり、ウィリアム・ウォルフォースやランドール・シュウェラーなど一部の現実主義者は、関心の主要アクターとして「集団」を挙げる
最後に、国家は時に「ビリヤードボール」または「ブラックボックス」と表現される。この類推は、官僚的または個人レベルの国際関係理論とは対照的に、現実主義者モデルにおける内部国家ダイナミクスや意思決定の二次的重要性を強調するためのものである

## 政治術における現実主義
外交官および外交歴史家としてのジョージ・ケナンの仕事の背後にある考えは、19世紀以来、建国の父たちの現実主義者学派から理想主義的またはウィルソン主義国際関係学派への移行によって特徴づけられてきたアメリカ合衆国の外交政策の議論に関連し続けている。現実主義者の伝統では、安全保障は勢力均衡の原則に基づいており、国家運営における唯一の決定要因としての道徳への依存は非現実的と考えられている。一方、ウィルソン的アプローチによれば、外交政策として民主主義を海外に広めることが重要であり、道徳は普遍的に有効である。ビル・クリントン大統領時代、アメリカの外交はウィルソン学派を反映し、現実主義者的アプローチを支持する人々はクリントンの政策をソーシャルワークになぞらえるほどであった。ケナンの現実主義者的アプローチに基づくアメリカ外交の見方では、権力と国益の現実を考慮しない明らかな道徳主義は自己破壊的であり、アメリカの不利益として権力の侵食につながる可能性があると主張する人もいる。一方、（第二次世界大戦後の国々に豊富なアメリカの援助を提供した）マーシャル・プランの提唱者であるケナンは、クリントンの援助が国際的影響力を確保するための戦略的機能を果たしたことに同意するかもしれないと主張する人もいる：これはヘドリー・ブルが説明した政治的現実主義の範囲内にある外交的策略である。
現実主義者はしばしば、国家指導者は現実主義に傾向があるが、現実主義は一般市民の間では非常に不人気であると主張する。国家指導者が現実主義者政策から逸脱する行動をとる場合、学術的現実主義者はしばしばこれは国内政治から生じる歪みによるものだと主張する。しかし、一部の研究によれば、現実主義者政策は実際には一般市民の間で人気があり、エリートはリベラルな考えに影響されやすいという。アブラハムセンはミドルパワーにとってのレアルポリティークには、理想主義とリベラル国際主義の支持が含まれる可能性があると示唆した

## 歴史的分派と先駆
現実主義が国際関係における正式な学問として登場したのは第二次世界大戦までではなかったが、その主要な前提はそれ以前の著作にも表現されていた。現実主義者はその思想の歴史を古典古代まで遡り、トゥキュディデス（fl. 紀元前5世紀）から始まる。
歴史家のジーン・ベスキー・エルシュテインは現実主義の歴史学的展開を追跡している：
国際関係としての現実主義の系譜は、先駆者を認めながらも、マキャヴェッリから本格的に取り組み始め、主権の理論家や国益の擁護者へと進んでいく。それはホッブズの『リヴァイアサン』（1651年）に初期の形で存在する
現代現実主義は第二次世界大戦中および戦後にアメリカで真剣な研究分野として始まった。この進化は部分的に、現代現実主義の隆盛における画期的な発展とみなされている『国家間の政治』の著者であるハンス・モーゲンソーのようなヨーロッパからの戦争移民によって推進された。他の影響力のある人物には、（封じ込めに関する仕事で知られる）ジョージ・ケナン、（戦略地政学と封じ込めに関する仕事で知られる）ニコラス・スパイクマン、（核戦略に関する仕事で知られる）ハーマン・カーン、そしてE・H・カーがいた

### 古典的現実主義
古典的現実主義は、国家や個人が利益をイデオロギーよりも優先させるように行動することを促すのは根本的に人間の本性であると主張する。古典的現実主義は「権力への衝動と支配への意志[が]人間の本性の根本的側面であると考えられている」という見解として定義されるイデオロギーである
著名な古典的現実主義者：
- E・H・カー
- ハンス・モーゲンソー
- ラインホルド・ニーバー – キリスト教現実主義
- レイモン・アロン
- ジョージ・ケナン

### リベラル現実主義またはイングリッシュ・スクールの合理主義
イングリッシュ・スクールは、国際システムが構造的には無政府的であるが、共通の規範と利益が厳格な現実主義者的見方で期待されるよりも多くの秩序と安定を可能にする「国家の社会」を形成すると主張する。著名なイングリッシュ・スクールの著者であるヘドリー・ブルの1977年の古典『無政府的社会』はこの立場の重要な声明である。
著名なリベラル・現実主義者：
- ヘドリー・ブル – 国際社会の存在とその大きなシステム的混乱、つまり地域的あるいはいわゆる「世界大戦」の時期にもその存続を主張した
- マーティン・ワイト
- バリー・ブザン

### 新現実主義または構造的現実主義
新現実主義は古典的現実主義から派生したものだが、人間の本性ではなく、国際システムの無政府的構造に焦点を当てている。主権国家の上に力の政治的独占が存在しないため、国家が主要アクターである。国家が主要アクターであり続ける一方で、国際関係の分析レベルや構造とエージェンシーの議論を通じて、国家の上下の力により大きな注目が集まる。国際システムは、国家全体としてのエージェンシーとして機能する国家レベル以下の個人とともに、国家に作用する構造として見られる。
イングリッシュ・スクールとともに国際システムに焦点を当てる新現実主義は、紛争の永続性を強調する点でイングリッシュ・スクールとは異なる。国家の安全を確保するためには、経済的・軍事的な増強を通じて常に紛争への準備を整えておく必要がある。
著名な新現実主義者：
- ロバート・アート – 新現実主義
- ロバート・ギルピン – 覇権安定論
- ロバート・ジャーヴィス – ディフェンシブ現実主義
- ジョン・ミアシャイマー – 攻撃的現実主義
- バリー・ポーゼン – 新現実主義
- ケネス・ウォルツ – ディフェンシブ現実主義
- スティーヴン・ウォルト – ディフェンシブ現実主義

### 新古典的現実主義
新古典的現実主義は、第一波の古典的著者（トゥキュディデス、ニッコロ・マキャヴェッリ、トマス・ホッブズ）と新現実主義者（特にケネス・ウォルツ）に続く現実主義の第三世代と見なすことができる。その「新古典的」という呼称には、二重の意味がある：
1. それは古典に復興をもたらす；
2. それは新現実主義者と古典的現実主義者のアプローチの統合である。

ギデオン・ローズは1998年に書いた書評でこの用語を作った責任がある
新古典的現実主義発展の背後にある主要な動機は、新現実主義が政治的結果を説明するためにのみ有用であった（国際政治の理論として分類される）が、特定の国家の行動（または外交政策の理論）については何も提供しなかったという事実であった。基本的なアプローチは、これらの著者が「ケネス・ウォルツを改良するが、反論しない」ことで、システム的インセンティブと国家の外交政策決定の間に国内の介在変数を追加することであった。したがって、新古典的現実主義の基本的な理論的構造は次のとおりである：
国際システムにおける権力の分布（独立変数）
システムの国内的認識と国内的インセンティブ（介在変数）
外交政策決定（従属変数）
新古典的現実主義はこれまで外交政策の理論にのみ使用されてきたが、ランドール・シュウェラーは特定のタイプの政治的結果を説明するのにも有用であると指摘している
新古典的現実主義は、ウォルツが現実主義にもたらした理論的厳密さの多くを保持しながら、理論をテストするための主要な方法がケーススタディのプロセス追跡であるため、内容豊かな分析を容易に組み込むことができるため、研究の観点から特に魅力的である。
著名な新古典的現実主義者：
- アーロン・フリードバーグ（英語版）
- ランドール・シュウェラー
- ウィリアム・ウォルフォース
- ファリード・ザカリア

### 現実主義者構成主義
一部の人々は現実主義と社会構成主義（国際関係学）の間に相補性を見ている。例えばサミュエル・バーキンは、「現実主義者構成主義」が既存のアプローチでは不可能な方法で「規範的構造、政治道徳の担い手、および権力の使用の関係を研究」することができると主張している。同様に、ジェニファー・スターリング＝フォルカーは、現実主義の無政府的システムの強調と構成主義の国内レベルからの重要な要因に関する洞察を組み合わせることで、理論的統合が国際通貨政策の説明に役立つと主張している。オデッド・ルーウェンハイムやリチャード・N・ルボウなどの学者も現実主義者構成主義と関連付けられている。

## 批判

### 民主的平和
民主的平和論の支持者も現実主義は民主国家同士の関係には適用されないと主張している。彼らの研究では、そのような国家は互いに戦争をしないと主張している。しかし、現実主義者や他の学派の提唱者はこの主張を批判し、この結果を達成するためには「戦争」と「民主主義」の定義を微調整する必要があると主張している。民主的平和の対話モデルは、戦争と軍事化された州間紛争に対する民主主義と民主的差異の両方の段階的影響を観察する。現実主義者政府は利益が少ない戦争を始めることを利益と考えないかもしれないので、現実主義は必ずしも絶え間ない戦いを意味するわけではない

### 覇権的平和と紛争
ロバート・ギルピンは現実主義者枠組みの中で覇権安定論を発展させたが、それを経済分野に限定した。ニーアル・ファーガソンは、この理論が経済力の働き方について洞察を提供したが、権力の軍事的・文化的側面を無視していると指摘した
ジョン・アイケンベリーとダニエル・デュードニーは、リベラル国際主義者によるものと現実主義者によって一般的に非難されるイラク戦争は、実際には覇権的現実主義からより密接に起源していると述べている。彼らは、「戦争の煽動者」は覇権的現実主義者だったと示唆している。リベラル国際主義者が渋々戦争を支持した場合、彼らは軍備管理に関連する相互依存現実主義に関連した議論に従った。ジョン・ミアシャイマーは、ブッシュ・ドクトリンを含む出来事は「単極性が可能にした無拘束の現実主義の証拠」かもしれないと思われるかもしれないが、同意せず、様々な介入はリベラルな国際秩序が権力政治を超越できるという信念によって引き起こされていると主張している

### 非ヨーロッパ政治との不一致
学者たちは、現実主義者理論、特に無政府状態と勢力均衡に関する現実主義者の概念が東アジアとアフリカ（植民地化の前、最中、後）の国際システムを特徴づけてこなかったと論じている。

### 国家中心主義
学者たちは、国家を固定的で統一的な単位と仮定するという国際関係の現実主義者理論を批判している

### 宥和
20世紀半ばには、現実主義は1930年代の宥和政策との関連性により、イギリスでは信用を失ったと見なされていた。それは冷戦時代にゆっくりと再浮上した
学者のアーロン・マッケイルは、リベラルな介入主義に対する「抑制」の感覚を目指し、より多くの代理戦争につながり、大国間の紛争を緩和するための制度や規範を提供できないという現実主義内の主要な非リベラル傾向を指摘した

### 現実主義を退行的研究プログラムとして
ジョン・ヴァスケスはラカトシュ・イムレの基準を適用し、現実主義者に基づく研究プログラムは、その理論的発展の変形的性格、真の理論を構成するものを特定することの不本意さ、欠陥を説明するための補助命題の継続的採用、そして強力な研究成果の欠如のために、退行的であると見なされていると結論づけた。ヴァスケスに対して、スティーヴン・ウォルトはヴァスケスが現実主義者理論の進歩的力を見落としていると主張した。ケネス・ウォルツはヴァスケスがラカトシュを誤解していると主張した

### 抽象的理論化と非合意的道徳原則
現実主義の主流バージョンは歴史的詳細を犠牲にした抽象的理論化と、「国際行動規則」の道徳的原則の非合意的基盤について批判されている；これは2022年ロシアのウクライナ侵攻の場合に証明されている

## 主な論者

### 伝統的現実主義者
- 孫武（孫子）
- ジョン・ハーツ
- ジョージ・F・ケナン
- ヘンリー・キッシンジャー
- ハンス・モーゲンソウ
- フレデリック・シューマン
- アーノルド・ウォルファーズ
- エルブリッジ・コルビー

### 新現実主義者
- ロバート・ギルピン
- ジョセフ・グリエコ
- スティーヴン・クラズナー
- ジョン・ミアシャイマー
- スティーヴン・ウォルト
- ケネス・ウォルツ

### 新古典現実主義者
- ランドール・シュウェラー

### 日本の現実主義者
- 五百旗頭眞
- 伊藤貫
- 猪木正道
- 神谷不二
- 北岡伸一
- 高坂正尭
- 土山實男
- 坂元一哉
- 佐藤誠三郎
- 田中明彦
- 永井陽之助